# René du Coudray de La Blanchère
René Marie du Coudray de La Blanchère (geboren am 17. Februar 1853 in Tours; gestorben am 30. Mai 1896 in Paris) war ein französischer Klassischer Archäologe. Er richtete den Antikendienst im französischen Protektorat in Tunesien ein und gründete das Musée Alaoui, seit 1956 als Nationalmuseum von Bardo bekannt.

## Leben
René du Coudray de La Blanchère war der uneheliche Sohn von Pierre René Marie du Coudray de La Blanchère (geboren um 1822) und Marie Françoise Lefèvre (geboren um 1828). Ab 1894 wurde er auf eigenen Antrag autorisiert, den Namensbestandteil Coudray zu führen.
René de La Blanchère besuchte ab 1860 das Collège Sainte-Barbe, eines der ältesten Collèges Frankreichs. Seine schulische Ausbildung setzte er an der Eliteschule Lycée Louis-le-Grand fort, an der er 1872 sein Baccalauréat ablegte. Im Jahr 1873 begann er sein Studium an der Elitehochschule École normale supérieure in Paris, währenddessen er 1874 als Aushilfslehrer am Lycée Louis-le-Grand arbeitete. Von 1876 bis 1878 – dem Jahr seiner Agrégation in Geschichte – studierte er an der École pratique des hautes études. Noch im Jahr seiner Agrégation publizierte er mit Clovis Lamarre anlässlich der Weltausstellung von 1878 in Paris für die Serie Les Pays étrangers et l’exposition de 1878 des Verlags Charles Delagrave die Bände zu den Niederlanden und zu den Vereinigten Staaten von Amerika.
Ebenfalls im Jahr 1878 wurde er Mitglied der École française de Rome, der er bis 1881 angehörte. In Italien untersuchte er die Pontinische Ebene mit ihren Sümpfen, insbesondere Terracina, und das römische Entwässerungssystem. Italien und dessen antiker Topographie gewidmete Studien beschäftigten ihn bis Ende der 1880er-Jahre. Als ausgewiesenem Kenner der Materie übertrug man ihm den Artikel cuniculus – antike Gang- und Tunnelsysteme, im Speziellen für die Wasserführung – für das renommierte Dictionnaire des Antiquités Grecques et Romaines. Die mit der Wasserwirtschaft verbundenen Problemstellungen übertrug er in den 1890er-Jahren auch auf Nordafrika. Bis heute sind seine Studien insbesondere zur Entwässerung in Italien grundlegend und häufig zitiert.
Ein Angebot der geisteswissenschaftlichen Fakultät der Universität Poitiers schlug er 1881 aus und ging stattdessen als Chargé de cours an die algerische École supérieure des beaux-arts und an die französische École supérieure des lettres in Algier. Nach seiner Promotion 1883 in Paris – Thema seiner Dissertation war eine historische Abhandlung über den mauretanischen König Juba II. – wurde er 1884 als Professor für die Geographie Nordafrikas an die École supérieure des lettres berufen. Von seinen diesbezüglichen Verpflichtungen wurde er 1885 freigestellt, um die Stelle des Direktors des Antikendienstes im französischen Protektorat in Tunesien einzunehmen. Im Jahr darauf wurde ihm die Aufsicht über die Ausgrabungen und Museen des Protektorats übertragen. In dieser Funktion gründete er 1888 das seit 1956 als Nationalmuseum von Bardo bekannte Musée Alaoui. Im Jahr 1892 wurden ihm als Generalinspekteur die Bibliotheken, Archive und Museen Tunesiens und Algeriens unterstellt. Zu seinen Hauptaufgaben machte er die Neuorganisation der Museen in Algerien. Mit Paul Gauckler begründete er den viele Bände umfassenden Catalogue du Musée Alaoui, der 1926 abgeschlossen wurde.

## Publikationen (Auswahl)
- De rege Juba, regis Jubae filio. Thorin, Paris 1883 (Digitalisat).
- Terracine. Essai d’histoire locale (= Bibliotheque des Écoles Françaises d’Athènes et de Rome. Band 34). Thorin, Paris 1884 (Digitalisat).
- Tombes en mosaïque de Thabraca. Douze stèles votives du Musée du Bardo. Leroux, Paris 1897 (Digitalisat).
- mit Paul Gauckler: Catalogue du Musée Alaoui. Band 1. Leroux, Paris 1897 (Digitalisat).